# Bank of Palestine
 (août 2016).
Si vous disposez d'ouvrages ou d'articles de référence ou si vous connaissez des sites web de qualité traitant du thème abordé ici, merci de compléter l'article en donnant les références utiles à sa vérifiabilité et en les liant à la section « Notes et références ».
La Bank of Palestine (BoP) est la première banque de Palestine. Le siège social est installé à Ramallah. La société compte 54 agences, en janvier 2015, reparties sur la bande de Gaza et la Cisjordanie.
Son président est, depuis 2007, Hashim Shawa, petit-fils du fondateur de la société.

## Historique
Créée en 1960 par Hashem Atta Shawa à Gaza, la banque a débuté comme une banque agricole, en aidant les agriculteurs à développer leurs activités d'agrumes. Son fils, le Dr: Hani Shawa, a pris la direction de la banque au début des années 1990.
La banque entre en Bourse au Palestine Exchange en 2005. En 2007, à la mort de Hani Shawa, c'est son fils, Hashim Shawa, qui reprend les rênes de la banque. Cette même année, la banque crée la société Al-Wasta Securities Co.
En 2010, la BoP avait une capitalisation boursière de 340 millions de dollars des États-Unis.
En 2011, elle lance Palpay un service de paiement en ligne.
Elle compte comme principaux actionnaires :A. M. Al-Kharafi & Sons Trading Co (7,63%), Palestine Investment Fund (6,36%), Mrs. Mahdiya Y. Shawa (6,29%), HSBC (6,12%) et la Société financière internationale (5%). Les fonds propres de la banque représentaient, en 2015, 163,8 millions[Quoi ?].
En 2011, à la suite d'une demande du Fonds monétaire palestinien, la direction annonce le gel des comptes de 31 associations caritatives et le refus d’ouverture de compte à plus de 50 autres.  La même année elle signe le UN Global Compact.

## Actualités
Bank of Palestine est aujourd'hui la première et la plus grande banque nationale avec un réseau d'agences bien diversifié en Cisjordanie et à Gaza. BoP a 14 % de part des dépôts et des facilités de crédit entre les 22 banques étrangères et locales actives en Cisjordanie et à Gaza. Fonctionnant comme une banque universelle, BoP est largement engagée dans des opérations de prêts de détail et commerciaux, avec les plus grandes opérations de traitement de cartes en Cisjordanie et à Gaza. BoP est le propriétaire de membre et de franchise unique pour Visa et MasterCard International en Palestine avec plus de 1500 distributeurs dans toute la Palestine.
En 2015, la Banque de Palestine est le deuxième plus grand employeur du secteur privé dans le pays, derrière la société de télécommunications Paltel, avec 1.300 employés à travers ses 54 agences. Cotée à la Bourse locale (Palestine Stock Exchange) avec une capitalisation boursière de 443, 2 millions de dollars (soit 14 % de la capitalisation boursière totale), elle enregistre, au troisième trimestre 2015, des bénéfices d'une valeur de  8,6 millions de dollars, portant son total de neuf mois à 27,6 millions de US$.
Dans une stratégie visant à profiter de la diaspora palestinienne estimée entre 7 et 10 millions de personnes à travers le monde, la banque décide  de s’étendre à l’international et proposer ses services dans d'autres pays. Ainsi au cours de l'été 2015, la société ouvre, à Dubaï, la première branche de la banque en dehors de la Palestine, au centre Dubai International Financial , et annonce, en novembre 2015, qu'elle envisage d'ouvrir une succursale au Chili au premier semestre 2016. D'ailleurs la banque est le sponsor officiel du club de foot chilien Club Deportivo Palestino SADP.

## Site officiel
- (en) Site officiel